# Zig Ziglar
Hilary Hinton "Zig" Ziglar (6 de novembro de 1926 – 28 de novembro de 2012) foi um escritor, vendedor e orador motivacional norte-americano.

## Biografia
Nasceu no sudeste do Alabama, filho de John Silas Ziglar e Lila Wescott Ziglar, sendo o décimo dos doze filhos do casal e o mais novo entre os homens.
Em 1931, aos 5 anos, mudou-se com a família para Yazoo City, após seu pai aceitar um cargo diretivo em uma granja, onde passou a maior parte de sua infância. Seu pai faleceu um ano mais tarde, vítima de um derrame cerebral, e sua irmã mais nova faleceu dois dias depois. Foi então criado por sua mãe, a quem creditou valores de fé e inspiração em sua autobiografia, publicada em 2002.
Aos 17 anos, em 1944, conheceu sua futura esposa, Jean Abernathy, na época com 16 anos, com quem se casou dois anos depois.
Em 1947, abandonou a faculdade e começou a trabalhar como vendedor em uma empresa de utensílios de cozinha, sendo promovido a supervisor em 1950. Enquanto trabalhava na empresa, descobriu sua paixão por autoajuda e passou a dar palestras motivacionais por conta própria.
A partir de 1963, passou a se apresentar regularmente em seminários, além de atuar como treinador de vendas, deixando definitivamente sua carreira de vendas em 1970, para se dedicar em suas palestras de maneira integral.
Seu primeiro livro foi lançado em 1975, depois de ser rejeitado por 30 editoras. See You at the Top,  vendeu mais de 250 mil cópias após sua publicação.
Em 1977, fundou o Zigmanship Institute, oferecendo programas de desenvolvimento profissional e pessoal com ênfase em vendas e mentalidade positiva. Sua empresa passou a ser conhecida mais tarde como Ziglar, Inc.
Em 2007, após cair de uma escada, desenvolveu problemas de memória a curto prazo, mas continuou seus trabalhos até se aposentar em 2010.

### Vida pessoal e morte
Ziglar se declarava cristão e membro da Igreja Batista. Do seu casamento com sua esposa, teve quatro filhos. 
Em seus últimos dias, estava internado em um hospital em Plano, Texas, falecendo de pneumonia em 28 de novembro de 2012, aos 86 anos de idade.